# Plus on est de fous (film, 2021)
Pour les articles homonymes, voir Plus on est de fous.
Pour plus de détails, voir Fiche technique et Distribution.
Plus on est de fous (Donde caben dos) est une comédie espagnole réalisée par Paco Caballero, sortie en 2021. 
En France, le film est disponible sur la plateforme Netflix, depuis le 30 novembre 2021.

## Synopsis
Un couple pris dans la routine, un jeune homme déçu par sa dernière histoire d’amour, une petite amie désespérée, deux cousins séparés depuis leur dernier été en ville, une bande d’amis voulant expérimenter. Pendant une nuit, tous vivront des situations folles dans lesquelles ils n’auraient jamais pensé se retrouver, pour finir, le lendemain matin, de la meilleure des manières…

## Fiche technique
- Titre original : Donde caben dos
- Réalisation : Paco Caballero
- Scénario : Eduard Sola, Paco Caballero, Daniel Gonzálezt et Eric Navarro
- Montage : Liana Artigal
- Musique :
- Photographie : David Valldepérez
- Production :
- Société de production : Filmax, Netflix
- Société de distribution : Filmax
- Pays d'origine :  Espagne
- Langue originale : espagnol
- Format : couleur - 2.35:1
- Genre : Comédie
- Durée : 100 minutes
- Dates de sortie  : 
  -  Espagne : 30 juillet 2021
  -  France : 30 novembre 2021 (Netflix)

## Distribution
- Ana Milán (VF : Marjorie Frantz) : Anfitriona, la patronne du Club Paradiso
- Alejandro Tous : le mari du couple invité chez Anfitriona et son mari
- Carlos Cuevas (VF : Benjamin Penamaria) : Iván, le barman du Club et collègue de Clara
- Anna Castillo (VF : Zina Khakhoulia) : Clara, la cousine de Pablo, barmaid du Club
- Miki Esparbé (VF : Julien Allouf) : Pablo, le cousin de Clara
- Ángela Cervantes : Victoria, la coloc de Clara
- María León (VF : Sandra Parra) : Alba, amie de Liana et fiancée de Ricardo dont elle a perdu la bague de fiançailles
- Aixa Villagrán (VF : Juliette Poissonnier) : Liana, amie d'Alba
- Adrià Collado (VF : David Krüger) : Sergio, le mari de Silvia, qui a filmé la vidéo de la piscine
- Melani Olivares : Silvia, la femme de Sergio
- Raul Prieto : Ricardo, le fiancé d'Alba
- Raúl Arévalo (VF : Cédric Dumond) : Jaime, petit ami de Belén et ex d'Ana
- Melina Matthews (VF : Audrey Sourdive) : Belén, petite amie de Jaime
- Jorge Suquet (VF : Marc Arnaud) : Miguel, petit ami d'Ana
- Verónica Echegui (VF : Marie Facundo) : Ana, petite amie de Miguel et ex de Jaime
- Álvaro Cervantes (VF : Gauthier Battoue) : Raúl, le jeune homme déçu par sa dernière histoire d'amour
- Ricardo Gómez (VF : Taric Méhani) : Victor, le jeune homme du glory hole
- Ernesto Alterio (VF : Benoît DuPac) : Alberto, ami de Paco et mari de Claudia
- Pilar Castro : Claudia, la femme d'Alberto
- Luis Callejo : Paco, ami d'Alberto et mari de Marta
- Maria Morales : Marta, la femme de Paco